# 위치 파울러
윌리엄 위치 파울러 주니어(William Wyche Fowler Jr., 1940년 10월 6일 ~ )는 미국의 정치인이다.

## 학력
- 1962 데이비드슨 칼리지 인문사회 학사
- 1969 에모리 대학교 법학대학원 법무박사

## 경력
- 1963 ~ 1964 미 육군 정보 장교 복무
- 1965 ~ 1966 찰스 웰트너 하원의원 비서실장
- 1969 ~ 1977.04 변호사
- 1970 ~ 1973 애틀랜타 시의원
- 1974.01 ~ 1977.01 애틀랜타 시의장
- 1977.04 ~ 1987.01 제95·96·97·98·99대 미국 조지아 제5선거구 연방하원의원
- 1987.01 ~ 1993.01 제100·101·102대 미국 조지아 연방상원의원
- 1996.09 ~ 2001.03 제22대 사우디아라비아 주재 미국 대사

## 역대 선거 결과
| 선거명        | 직책명                      | 대수  | 정당   | 1차 득표율 | 1차 득표수  | 2차 득표율 | 2차 득표수 | 결과 | 당락                   |
| ------------- | --------------------------- | ----- | ------ | ---------- | ----------- | ---------- | ---------- | ---- | ---------------------- |
| 1969년 선거   | 시의원 (애틀랜타 선거구)    | -대   | 무소속 | 0%         | 표          |            |            | 1위  | 애틀랜타 시의원 당선   |
| 1977년 재선거 | 하원의원 (조지아 제5선거구) | 95대  | 민주당 | 62.43%     | 54,378표    |            |            | 1위  | 조지아주 하원의원 당선 |
| 1978년 선거   | 하원의원 (조지아 제5선거구) | 96대  | 민주당 | 75.48%     | 52,739표    |            |            | 1위  | 조지아주 하원의원 당선 |
| 1980년 선거   | 하원의원 (조지아 제5선거구) | 97대  | 민주당 | 74.03%     | 101,646표   |            |            | 1위  | 조지아주 하원의원 당선 |
| 1982년 선거   | 하원의원 (조지아 제5선거구) | 98대  | 민주당 | 80.86%     | 53,624표    |            |            | 1위  | 조지아주 하원의원 당선 |
| 1984년 선거   | 하원의원 (조지아 제5선거구) | 99대  | 민주당 | 99.99%     | 151,233표   |            |            | 1위  | 조지아주 하원의원 당선 |
| 1986년 선거   | 상원의원 (조지아 제3부)     | 100대 | 민주당 | 50.92%     | 623,707표   |            |            | 1위  | 조지아주 상원의원 당선 |
| 1992년 선거   | 상원의원 (조지아 제3부)     | 103대 | 민주당 | 49.23%     | 1,108,416표 | 49.35%     | 618,774표  | 2위  | 낙선                   |